# Adolf Sauerland
Adolf Sauerland (Duisburg-Wehofen, 4 juni 1955) is een Duits politicus voor de CDU. Van 2004 tot 15 februari 2012 was hij burgemeester (Oberbürgermeister) van Duisburg. Op 12 februari 2012 werd hij bij een referendum naar aanleiding van een publieke petitie van burgerinitiatief „Neuanfang für Duisburg" (een nieuw begin voor Duisburg) als burgemeester weggestemd. 86% van de geldig uitgebrachte stemmen in dit referendum werden tegen Sauerland uitgebracht.

## Levensloop
Sauerland studeerde machinebouw, geschiedenis en pedagogiek aan de Gesamthochschule Duisburg, een van de voorlopers van de Universiteit Duisburg-Essen. Sinds 1980 is hij lid van de CDU, zo ook van de Junge Union. Als politicus begon hij in het stadsdeel Duisburg-Walsum, waarna hij lid werd van de gemeenteraad. In 2004 werd hij in een directe verkiezing met de zittende burgemeester, Bärbel Zieling, met 60% van de stemmen tot burgemeester van Duisburg gekozen.
Tijdens zijn burgemeesterschap werden in Duisburg enkele prestigieuze onroerendgoedprojecten gerealiseerd, waaronder de overdekte winkelcentra CityPalais en Forum Duisburg, en de DITIB-Merkez-Moskee. Een ander project, MultiCasa, dat op het terrein waar later de Love Parade plaatsvond, gebouwd had moeten worden, ketste af nadat Sauerland samen met de rest van de CDU-fractie tegenstemde, hoewel hij het project eerder als burgemeester aanbevolen had.
In 2009 werd Sauerland unaniem tot burgemeesterskandidaat van de CDU benoemd, en daarna op 30 augustus met 44,6% van de stemmen tot burgemeester herkozen.

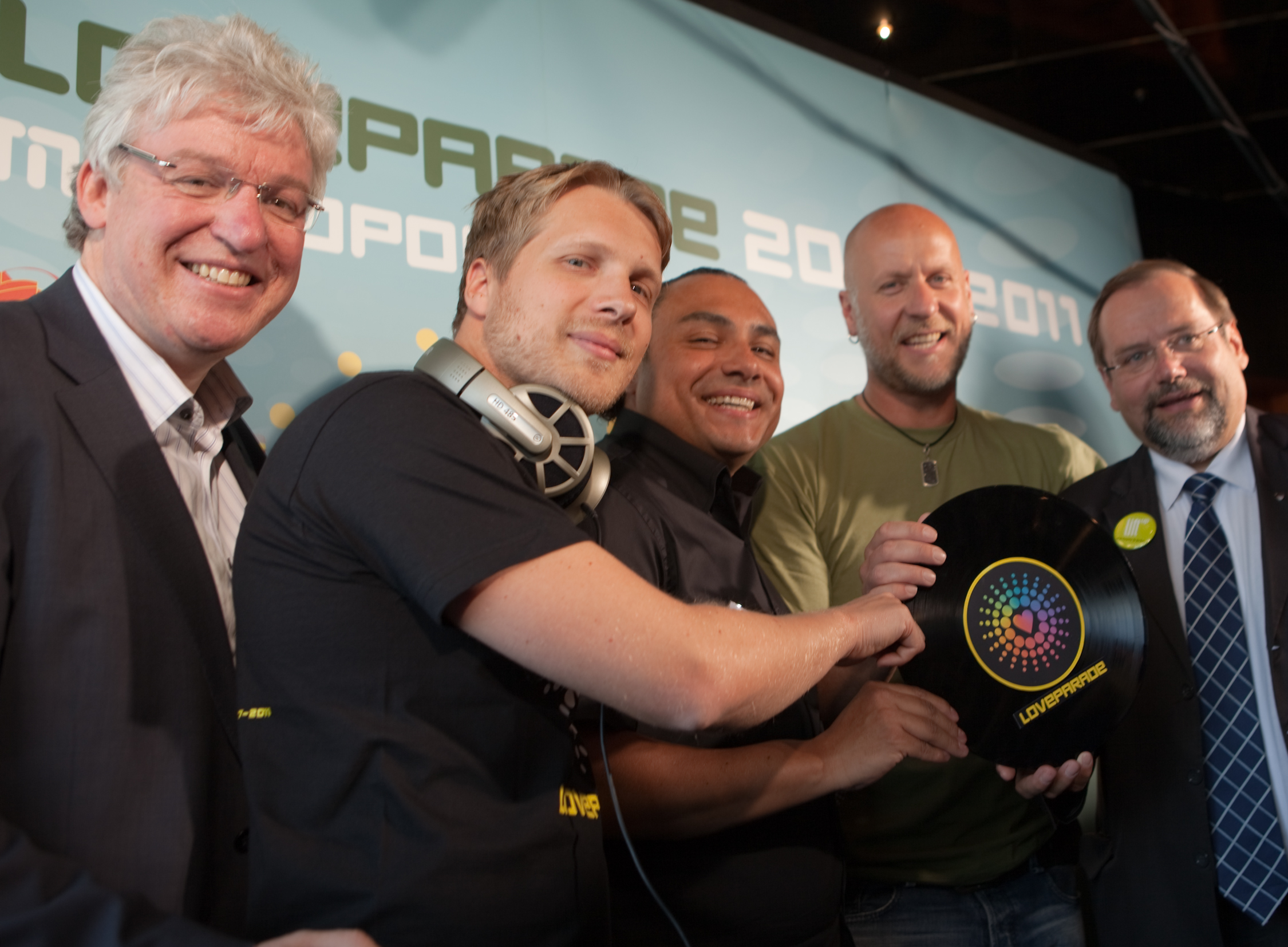
Sauerland tijdens de persconferentie van Love Parade 2010

Na het drama tijdens de Love Parade in Duisburg kwam Sauerland onder vuur te liggen en kwamen er zelfs berichten uit zijn eigen partij dat hij op moest stappen. Sauerland verdedigde zich tegen de kritiek en wees een ontslag af. De dag na het ongeval werd Sauerland op de rampplek door het publiek uitgejouwd. Sauerland wilde niet onmiddellijk ontslag nemen. Dit zou er toe leiden dat Sauerland zijn pensioenrechten, ook die van zijn vorige beroep als docent, had verloren. Wettelijk kon de burgemeester ook niet opstappen. Hij zou de hoogste ambtenaar van de regio, de zogenoemde Regierungspräsident, moeten vragen hem te ontslaan. In februari 2012 zegde de bevolking van Duisburg in een referendum haar vertrouwen in Sauerland op.
Op 1 juli 2012 kozen de inwoners van Duisburg de sociaaldemocraat Sören Link tot nieuwe burgemeester. Link kreeg in de tweede ronde van de verkiezingen bijna 72% van de stemmen, nadat hij in de eerste ronde net geen absolute meerderheid had behaald.

## Voetnoten
1. ↑  (de)  zie heer. Gearchiveerd op 26 april 2020.
2. ↑  Bürgerentscheid 12.02.2012. Gesamtergebnis Stad Duisburg
3. ↑  'Geen ongeval, maar een misdrijf', NOS Nieuws. Gearchiveerd op 5 maart 2016.
4. ↑  Duisburg heeft nieuwe burgemeester Telegraaf.nl, geraadpleegd op 1 juli 2012. Gearchiveerd op 7 juli 2012.
5. ↑  SPD-Kandidat wird Oberbürgermeister op ard.de. Gearchiveerd op 24 juli 2015.

- Gemeinsame Normdatei: 140813535
- Virtual International Authority File: 107796740